# Onverwacht-Gruppe
Die Onverwacht-Gruppe der Swasiland-Supergruppe bzw. Barberton-Supergruppe ist die älteste suprakrustale Gruppe des Kaapvaal-Kratons. Sie wird dem Zeitintervall 3530 bis 3230 Millionen Jahren BP zugeordnet und stammt somit aus dem Paläoarchaikum und Mesoarchaikum (Isuum und Vaalbarum).

## Etymologie
Mit dem Wort Onverwacht werden in Südafrika mehrere Ortschaften und Lokalitäten bezeichnet. Im Afrikaans bzw. im Niederländischen bedeutet es unerwartet, unverhofft.

## Vorkommen
Die Onverwacht-Gruppe wird im Barberton-Grünsteingürtel im Nordosten Südafrikas sowie im nordwestlichen Grenzgebiet Eswatinis angetroffen.

## Stratigraphie

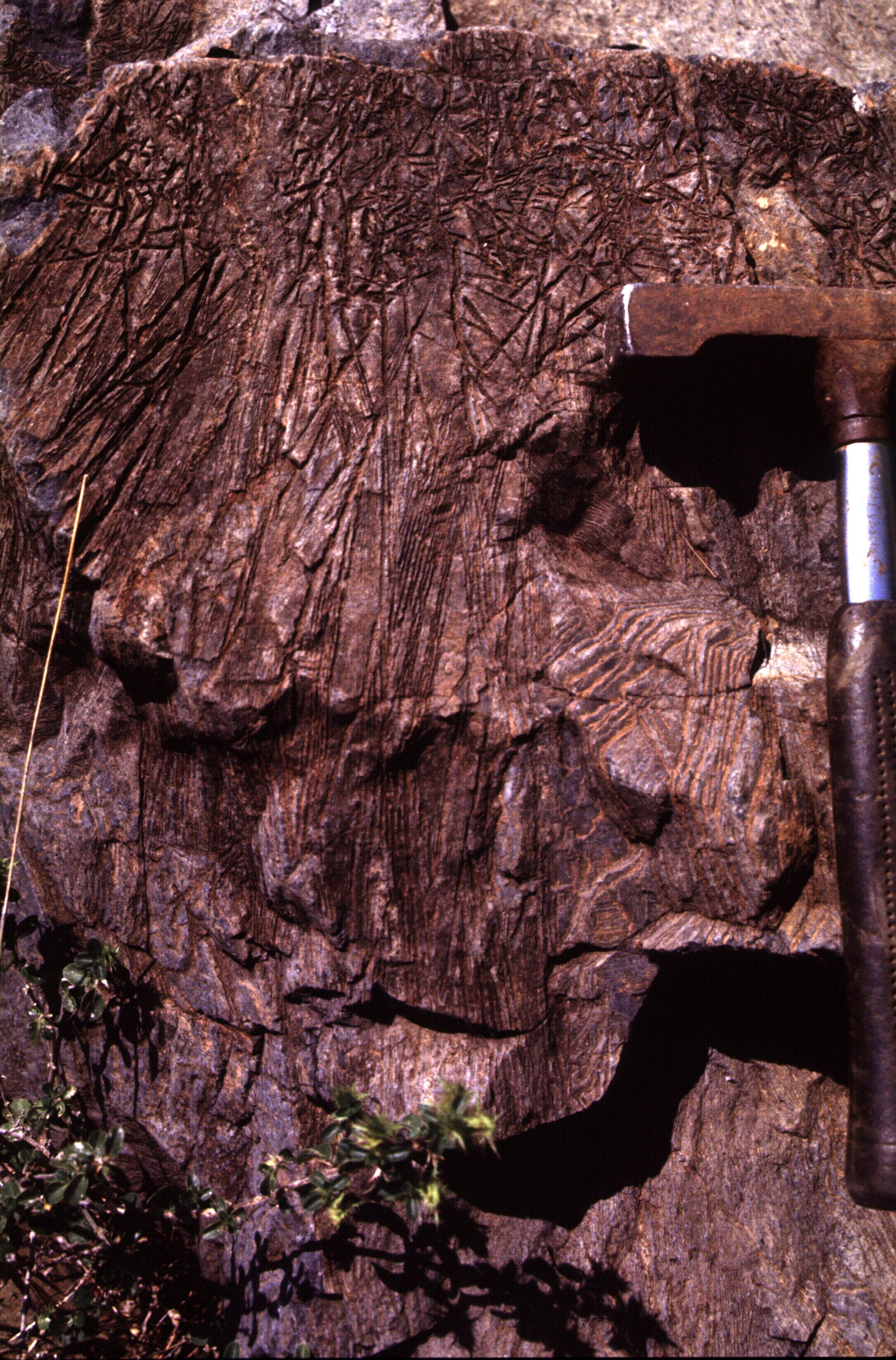
Komatiitische Lava der Onverwacht-Gruppe mit charakteristischer Spinifextextur, Komati River

Stratigraphisch wird die untermeerisch abgelagerte Onverwacht-Gruppe in zwei Untergruppen (engl. subgroups) mit jeweils drei Formationen unterteilt (vom Hangenden zum Liegenden):
- Geluk-Untergruppe
  - Zwartkoppie-Formation/Mendon-Formation
  - Kromberg-Formation
  - Hooggenoeg-Formation
- Tjakastad-Untergruppe
  - Komati-Formation
  - Theespruit-Formation
  - Sandspruit-Formation

Die mehrheitlich magmatische Onverwacht-Gruppe besitzt einen bimodalen petrologischen Charakter (ultramafisch/mafisch – rhyolitisch) und weist eine Gesamtmächtigkeit von über 16.000 Meter auf.
Ihre basale, ultramafisch betonte, rund 8.700 Meter mächtige Tjakastad-Untergruppe besteht vorwiegend aus Kissenlaven und massiven Lavaflüssen, in die ultramafische Komatiite sowie mafische, Magnesium-reiche Basalte und Tholeiite eingelagert sind. Ihr Kontakt zum unterlagernden Grundgebirge, das weiter südwärts in Richtung Zentraleswatini vom 3644 bis 3538 Millionen Jahre alten Ancient Gneis Complex (abgekürzt AGC) mit dem vor 3470 bis 3437 Millionen Jahren intrudierten Stolzburg-Pluton aufgebaut wird, ist nicht einsichtbar.
Die Sandspruit-Formation im Liegenden erreicht eine Mächtigkeit von 3200 Metern. Sie ist sehr stark verformt und metamorphosiert und liegt als mafische/ultramafische Schiefer vor. Im Südwesten des Barberton-Grünsteingürtels wird sie von TTG-Gesteinen flankiert, in die sie teilweise verfaltet wurde. Ihr folgt konkordant die 1980 Meter mächtige, heterolithische  Theespruit-Formation, die neben den bereits angeführten Magmatiten (Komatiite und Basalte) auch metamorphosierte, saure Pyroklastika (Tuffe) und saure Laven enthält. Die Formation wird von dem rund 3510 Millionen Jahre alten Steynsdorp-Pluton intrudiert. Die abschließende, 3500 meter mächtige Komati-Formation legt sich mit einem 600 bis 800 Meter breiten Scherzonenkontakt – der Komati Fault bzw. der Komati Schist Zone oder abgekürzt KSZ – über die beiden vorausgehenden Formationen. Die Formation wird aus Komatiiten und komatiitischen Basalten aufgebaut. Sie lässt sich in einen unteren und in einen oberen Abschnitt zweiteilen. Der untere Abschnitt wird zu 48 % von Lagen aus Olivin-Komatiit aufgebaut, die entweder massiv (61 %), in Olivin-Spinifextextur (37 %) oder blasenreich (2 %) ausgebildet sind, sowie zu 52 % aus komatiitischem Basalt. Abkühlungseinheiten sind vorwiegend schichtartige Lavaflüsse (engl. sheet flows), es treten aber auch kanalisierte Lavaflüsse (engl. channel flows) und Pahoehoe-Lavaflüsse auf. Der Obere Abschnitt wird zu 84 % von Kissenlaven aus komatiitischem Basalt eingenommen, den Rest bilden schichtartige Lavaflüsse mit Pyroxen-Spinifextextur. Die Komati-Formation wird von Gängen und Lagergängen aus Komatiit, komatiitischem Basalt, Diabas, Tonalit und Wehrlit durchsetzt.
Die überlagernde, mafische bis saure, rund 7.700 Meter mächtige Geluk-Untergruppe wird durch den Middle Marker – eine weitgehend verkieselte klastische Einheit aus akkretionären Lapilli, Chert, vulkaniklastischem Sand und Karbonaten – von der Tjakastad-Untergruppe abgetrennt. Im Gegensatz zur Tjakastad-Untergruppe, die Pyroklastika nur in der Theespruit-Formation vorweisen kann, sind Sedimente biochemischen wie orthochemischen Ursprungs sowie Pyroklastika und Vulkaniklastika in der Geluk-Untergruppe verbreitet anzutreffen. Unter den Sedimenten der Geluk-Untergruppe nehmen Pyroklastika und Vulkaniklastika rund 70 bis 80 % ein, die restlichen 20 bis 30 % werden von biochemischen und orthochemischen Ablagerungen gestellt. Unter den Pyroklastika/Vulkaniklastika finden sich monolithologische Schuttstrombrekzien, von der Strömung wiederaufgearbeitete Konglomerate und Sandsteine sowie Tuffe aus pyroklastischen Fallablagerungen und pyroklastischen Fließablagerungen.
Die basale Formation der Geluk-Untergruppe, die bis zu 4850 Meter mächtig werdende Hooggenoeg-Formation, führt in ihrem unteren Abschnitt tholeiitische Kissenbasalte und tholeiitische massige Basalte, die von Gabbrogängen durchzogen werden. Es folgen komatiitische Gesteine (komatiitische Basalte und Komatiite) im mittleren und oberen Abschnitt. Die Hooggenoeg-Formation wird von sauren Vulkaniten (Lavaflüsse und subvulkanische Lagergänge) abgeschlossen. In der gesamten Formation legen sich aus verkieselten Ultramafiten hervorgegangene Chertlagen mit kohlenstoffreichem Material zwischen die einzelnen Lavaflüsse. Im Hangenden der Formation erscheinen oberhalb eines Jaspilits örtlich begrenzte Erosionserscheinungen, die von Lavaflüssen und Vulkaniklastika der Kromberg-Formation und der Mendon-Formation konkordant verfüllt werden. Die 1920 Meter mächtige Kromberg-Formation beginnt mit dem Buck Reef Chert, einer bedeutenden, rund 300 Meter mächtigen Chertlage. Es folgen mafische Vulkaniklastika und Basaltflüsse. Eine weitere dünne Chertlage, der Footbridge Chert begrenzt die Formation zur abschließenden, 920 Meter mächtigen Zwartkoppie-Formation/Mendon-Formation, die erneut aus Komatiiten besteht und vom Msouli Chert abgedeckt wird.
Die Geluk-Untergruppe wird konkordant von den kontinentalen Metasedimenten der 3258 bis 3226 Millionen Jahre alten Fig-Tree-Gruppe – pelitische und klastische Sedimente wie Tonschiefer, Sandsteine, Konglomerate, Chert und Jaspilite – und der diskordant folgenden, 3230 bis 3110 Millionen Jahre alten und ebenfalls kontinentalen Moodies-Gruppe überlagert.

## Meteoriteneinschlag
Die Hooggenoeg-Formation enthält unmittelbar oberhalb der Chertlage H4c einen Horizont von Sphärulen, die als abgeschreckte Silikatschmelztropfen eines Meteoriteneinschlags gedeutet werden. Die Lage wurde mittels der Blei-Blei-Methode (207Pb/206Pb) auf 3470,4 ± 2,3 Millionen Jahre BP datiert. Eine entsprechende Lage mit praktisch identischem Alter (3470,1 ± 1,9 Millionen Jahre BP) wurde auch in der westaustralischen Warrawoona Group gefunden.

## Metamorphose
Die Onverwacht-Gruppe ist generell von einer Versenkungsmetamorphose betroffen worden, in der Nähe von Intrusionen wurde sie überdies kontaktmetamorph verändert. Die Formationen oberhalb der Komati Schist Zone (KSZ) sind nur niedrig metamorph (Pumpellyit-Prehnit-Fazies). In der Scherzone steigt der Metamorphosegrad zur Grünschieferfazies an und erreicht in den beiden Liegendformationen (Sandspruit- und Theespruit-Formation) die Amphibolitfazies, in sehr tief eingefalteten Kielregionen sogar die Granulitfazies.
Als maximale physikalische Bedingungen wurden in Septen zwischen dem Theespruit-Pluton und dem Stolzburg-Pluton 0,9 GPa und 700 °C erreicht; westlich des Stolzburg-Plutons konnten vergleichbare Werte (0,8 bis 1,1 GPa und 650 bis 700 °C)  ermittelt werden. Die Basis der Komati-Formation ergab 0,39 GPa und 490 bis 530 °C und für die Oberkante der Hooggenoeg-Formation wurden nur noch 0,19 GPa und 320 bis 420 °C bestimmt.
Die Metamorphose und die damit einhergehenden Deformationen waren in zwei Phasen erfolgt:
- 3418 Millionen Jahre BP[9]
- 3236 bis 3219 Millionen Jahre BP[11]

Die Frühphase um 3418 Millionen Jahren BP ist mit syntektonischem, saurem Magmatismus assoziiert. Die Hauptphase um 3230 Millionen Jahre BP spiegelt die Dehnungstektonik wider, welche die Onverwacht-Gruppe zu exhumieren begann.
Insgesamt geben die maximalen Metamorphosebedingungen einen relativ geringen geothermischen Gradienten von rund 20 K/km zu erkennen.

## Altersdatierung
Konkordante Zirkone aus Arkosen der basalen Sandspruit-Formation konnten von Dziggel und Kollegen (2002) mittels der Blei|Blei-Blei-Methode in den Zeitraum 3540 bis 3521 Millionen Jahre BP datiert werden. Für die Theespruit-Formation fanden Kröner und Kollegen (1996) ebenfalls mit der Blei-Blei-Methode an Zirkonen Alter von 3548 ± 3 bis 3544 ± 3 Millionen Jahre BP. Ganz ähnlich Armstrong und Kollegen (1990), die 3538 + 4 - 2 ermittelt hatten. Die Komati-Formation lieferte Alter zwischen 3490 (Lopez-Martinez und Kollegen, 1992) und 3481 Millionen Jahren BP (Dann, 2000) und für den abschließenden Middle Marker fanden Armstrong und Kollegen (1990) 3472 Millionen Jahre BP.
Die Hooggenoeg-Formation konnte von Byerly und Kollegen (2002) mit 3470 Millionen Jahren BP bestimmt werden. Ihre abschließenden sauren Vulkaniklastika ergaben gemäß de Vries und Kollegen (2006) das Intervall 3457 bis 3428 Millionen Jahre BP. Für die Kromberg-Formation und die Mendon-Formation geben Lowe und Byerly (2007) die Zeitspanne ≤ 3416 bis > 3298 Millionen Jahre BP an.
Insgesamt nimmt die Onverwacht-Gruppe anhand dieser Altersdatierungen somit den Zeitraum von 3550 bis 3300 Millionen Jahre BP ein, wobei die Grenze zwischen den beiden Untergruppen bei etwa 3470 Millionen Jahren BP zu liegen kommt.

## Geodynamische Entwicklung
Im Zeitraum 3530 bis 3416 Millionen Jahre BP wurde mit der Onverwacht-Gruppe auf dem Substrat einer älteren kontinentalen Kruste (darunter der zirka 3640 Millionen Jahre alte Ancient Gneiss Complex) ein mächtiges Paket aus Grünsteinen abgelagert (Tjakastad-Subgruppe einschließlich Hooggenoeg-Formation). Durch die Platznahme von aus infrakrustalen Basalten hervorgegangenen TTG-Schmelzen im Intervall 3470 bis 3437 Millionen Jahre BP kam es zu weiterer Krustenverdickung. Wiedereinsetzende Mantelmagmenaktivität vor 3334 bis 3298 Millionen Jahren BP (Ablagerung der Kromberg- und Mendon-Formation) bewirkte schließlich eine Krustenüberdickung und eine damit einhergehende gravitationelle Instabilität – ausgelöst durch die Überlagerung von mehr als 10.000 Meter mächtigen und relativ schweren komatiitischen Vulkaniten auf leichterer granitischer Mittelkruste (bestehend aus TTG und AGC). Hieraus resultierte um 3230 Millionen Jahren BP eine partielle konvektive Umwälzung, die relativ rasch vor sich ging. Sie wurde von einer isothermischen Druckentlastung des unteren Grünsteinpakets begleitet, welche von einer unter Dehnung ablaufenden generellen Exhumierung initiiert worden war. Demzufolge begannen die an den Rändern des Grünsteingürtels gelegenen Granitoide aufzusteigen. Ihre Erosionsprodukte – die Fig-Tree- und die Moodies-Gruppe – schütteten sie in den einsinkenden Kernbereich des Grünsteingürtels, der während der Sedimentakkumulation gleichzeitig verformt wurde. Die Horizontalbewegungen der Grünsteine in Richtung Einsinkzone ging über Abscherzonen (engl. detachment zones) wie beispielsweise die KSZ im mittleren Krustenbereich vor sich. Dadurch wurde das obere Grünsteinpaket bis hin zu liegenden Isoklinalfalten horizontal verformt.